# Foramen magnum
Le foramen magnum (ou trou occipital) est un orifice de forme ovale de l'os occipital.

## Description
Le foramen magnum est situé à la base du crâne entre l'écaille de l'os occipital , sa partie basilaire et ses deux parties latérales.
Latéralement, il est délimité par les condyles occipitaux.
Le ligament alaire, qui est attaché de chaque côté au tubercule du condyle occipital divise le foramen magnum en un compartiment antérieur plus petit et un compartiment postérieur plus grand.
Son diamètre antéro-postérieur est en moyenne de 35 mm et son diamètre transversal de 30 mm.
La région médiane du bord antérieur du foramen magnum constitue le basion et a partie médiane de son bord postérieur constitue l’opisthion, qui sont deux points de repère crâniométriques.

### Variation
Le foramen magnum varie en taille selon les individus, selon les populations et le sexe. Une ossification précoce de l'os occipital diminue la taille du foramen.

## Rôle
Le foramen magnum est l'orifice de communication entre la cavité crânienne et le canal rachidien.
Dans le compartiment postérieur, il permet le passage de la partie inférieure de la moelle allongée, de ses méninges et les racines médullaires des nerfs accessoires.
Ces éléments neurologiques sont accompagnés des artères vertébrales, spinales antérieure et postérieures, méningées postérieures.
Dans le compartiment antérieur se trouvent des éléments ligamenteux : le ligament apical de l'odontoïde, la bande supérieure du ligament cruciforme de l'atlas et la membrane tectoriale.

## Aspect clinique
Le foramen magnum peut être trop grand, trop petit ou déformé.
Un foramen magnum trop étroit peut provoquer des troubles neurologiques, géner la circulation du liquide céphalo-rachidien et entraîner une hydrocéphalie Cela peut être traité par une craniectomie sous-occipitale.
L'amygdale du cervelet peut s'engager dans le foramen magnum comme dans la malformation d'Arnold-Chiari.

## Anatomie comparée
Le foramen magnum se retrouve chez les autres mammifères. Sa position antéro-postérieure variable est liée à la bipédie comme chez la gerboise.
L'un des attributs du foramen magnum d'un bipède est son déplacement vers l'avant du bord antérieur de la tente cérébelleuse à cause du raccourcissement de la base crânienne.
Ce positionnement permet le déplacement du centre de gravité et reporte le poids vers le bassin et les fémurs facilitant la bipédie. Mais il existe des primates avec un positionnement postérieur du foramen ayant la capacité de bipédie.
Le déplacement vers l'avant du foramen magnum est apparent chez les hominini bipèdes, y compris les humains modernes, Australopithecus africanus et Paranthropus boisei. Cette caractéristique commune des hominini est l'argument moteur utilisé par Michel Brunet selon lequel Sahelanthropus tchadensis serait également bipède et pourrait être le premier singe bipède connu.
Chez l'homme, le foramen magnum est plus antérieur que chez les autres grands singes. Ainsi, chez l'homme, les muscles du cou (dont le muscle occipito-frontal) ont besoin de moins de puissance pour maintenir la tête droite.

### Évolution duforamen magnum
La position du foramen magnum des crânes fossiles serait un des éléments permettant aux anthropologues et paléontologues de déterminer si l'espèce est bipède ou non,.
Ce critère permet de suivre l'évolution de la bipédie au sein d'une même lignée. Ainsi l'analyse du foramen magnum dans des fossiles comme Ardipithecus ramidus, relie le fossile à d'autres hominidés antérieurs et ultérieurs qui partagent un foramen magnum similaire et d'autres caractéristiques de bipédie.

### Foramen magnumcardioïde
Un hominini précoce, Paranthropus boisei, également connu sous le nom d'Australopithecus boisei, possède un foramen magnum de forme cardioïde.
Une des hypothèses de ce changement de forme serait de favoriser le drainage veineux des sinus occipitaux et latéraux en raccourcissant et linéarisant les voies sanguines.

## Galerie

Vue de dessous du foramen magnum et de la moelle allongée (indiquée en rouge).
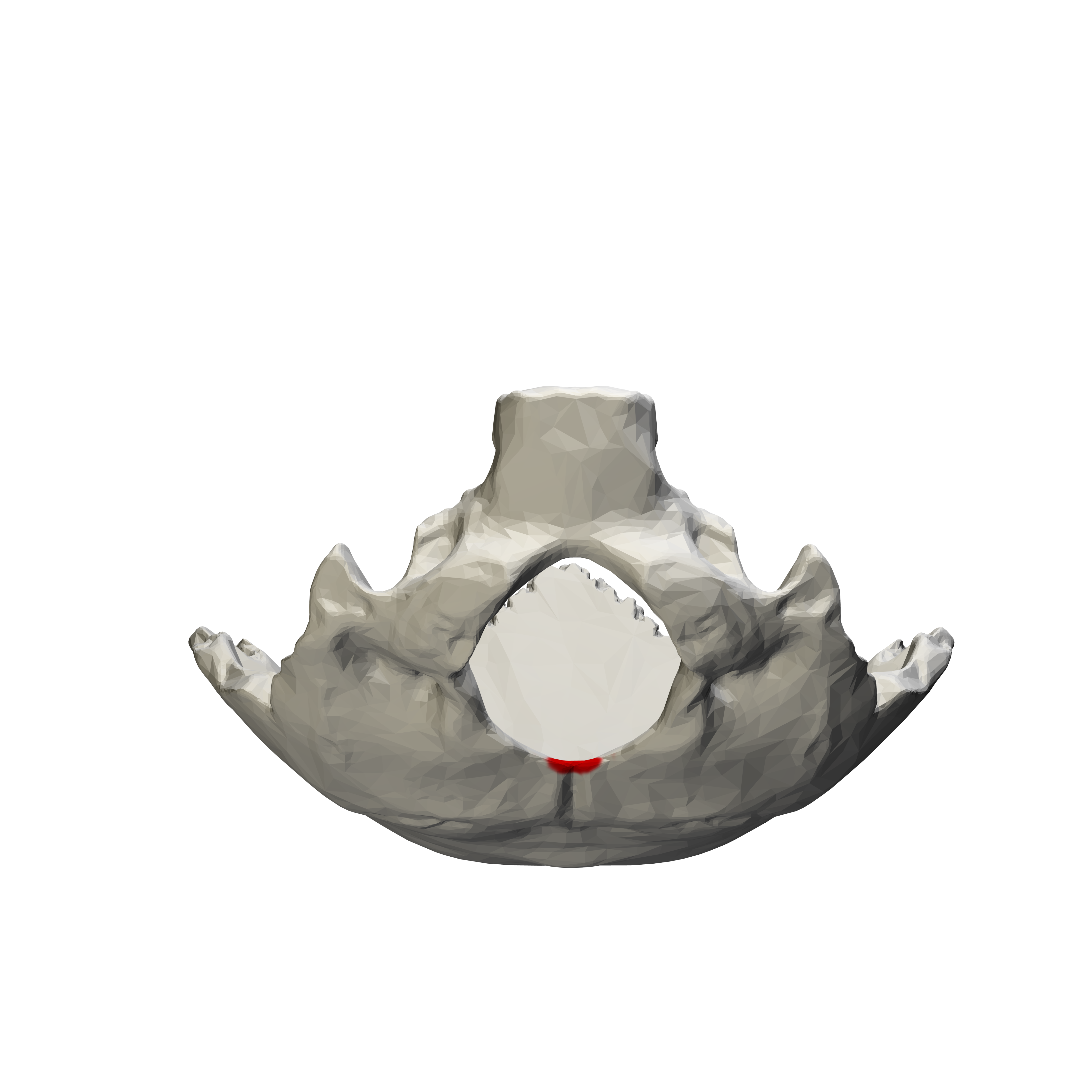
L'opisthion (en rouge).
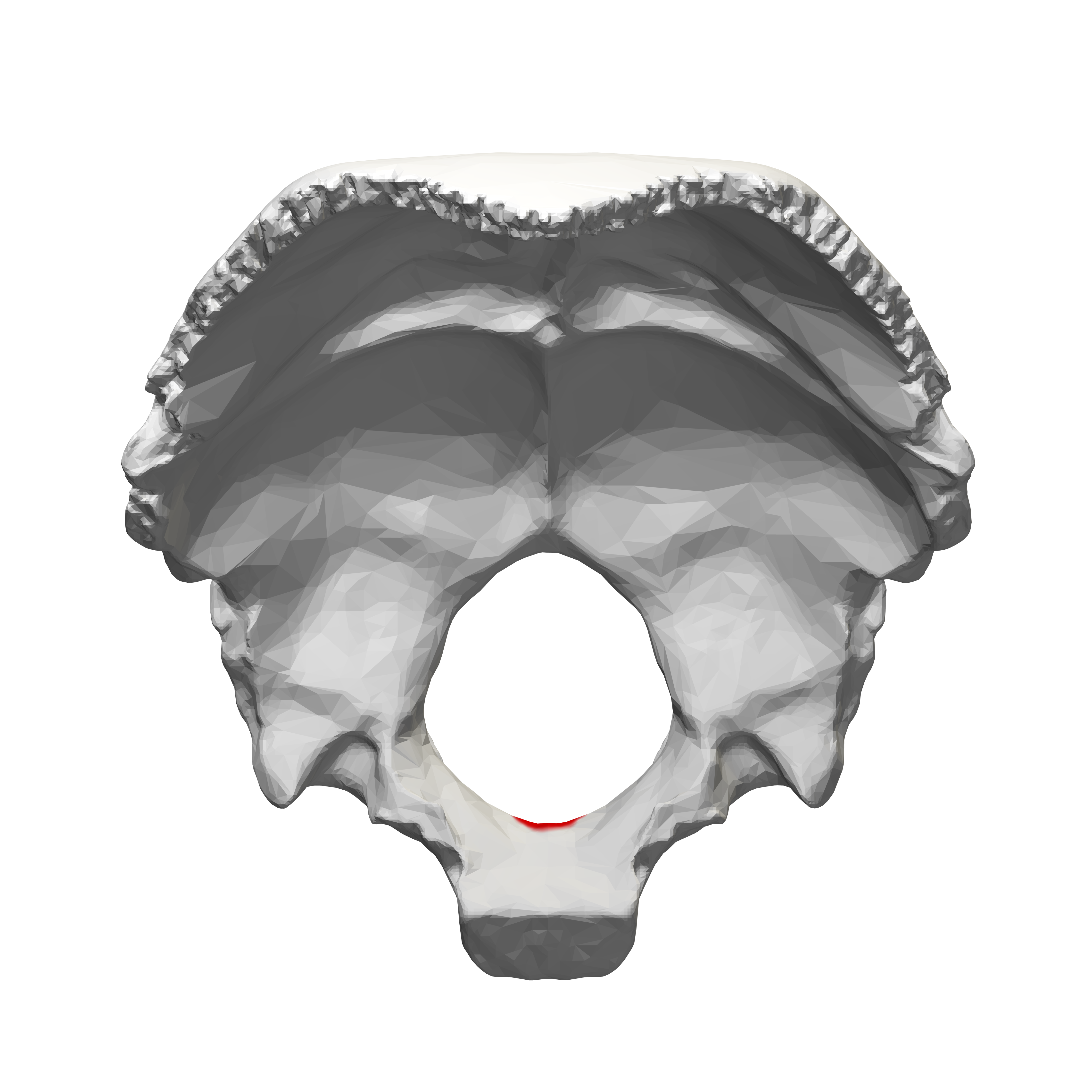
Le basion (en rouge).
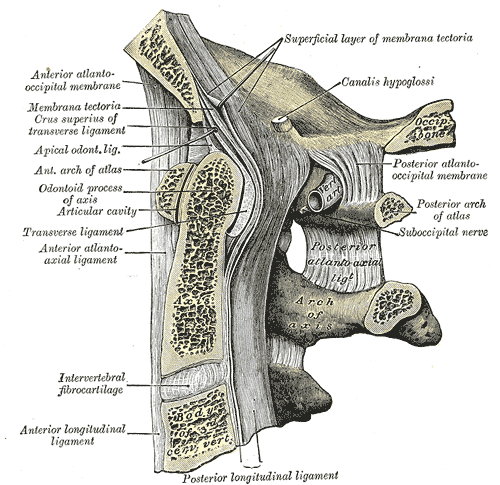
Coupe médiale du compartiment postérieur du foramen magnum.